# Abadía de Solesmes
La Abadía de Solesmes o Abadía de San Pedro de Solesmes (en francés: Abbaye Saint-Pierre de Solesmes) es un monasterio benedictino francés situado en Solesmes, Sarthe, famoso por ser la fuente de la restauración de la vida monástica en el país gracias a Prosper Guéranger, después de la Revolución francesa. 

## Historia
Fue fundada en 1010 como un priorato de la abadía benedictina de Le Mans. Su historia transcurrió en gran parte sin incidentes. Sufrió durante la Guerra de los Cien Años, pero después fue restaurada.

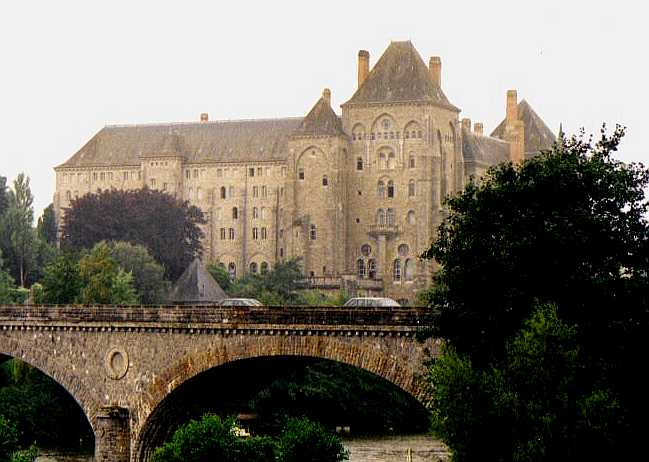
Abadía de San Pedro de Solesmes.